# Újezd u Brna
Újezd u Brna este o localitate cu 2.115 loc (în 2006) din Republica Cehă care până în anul 1951 era denumit Újezd u Sokolnic (germană Aujest). Ea se află la 14 km sud-est de Brno fiind situată în districtul Okres Brno-venkov. La nord de localitate și la sud de Slavkov u Brna, lângă dealul Pracký kopec (Pratzeberg) a avut loc Bătălia de la Austerlitz.